# Forte da Maia

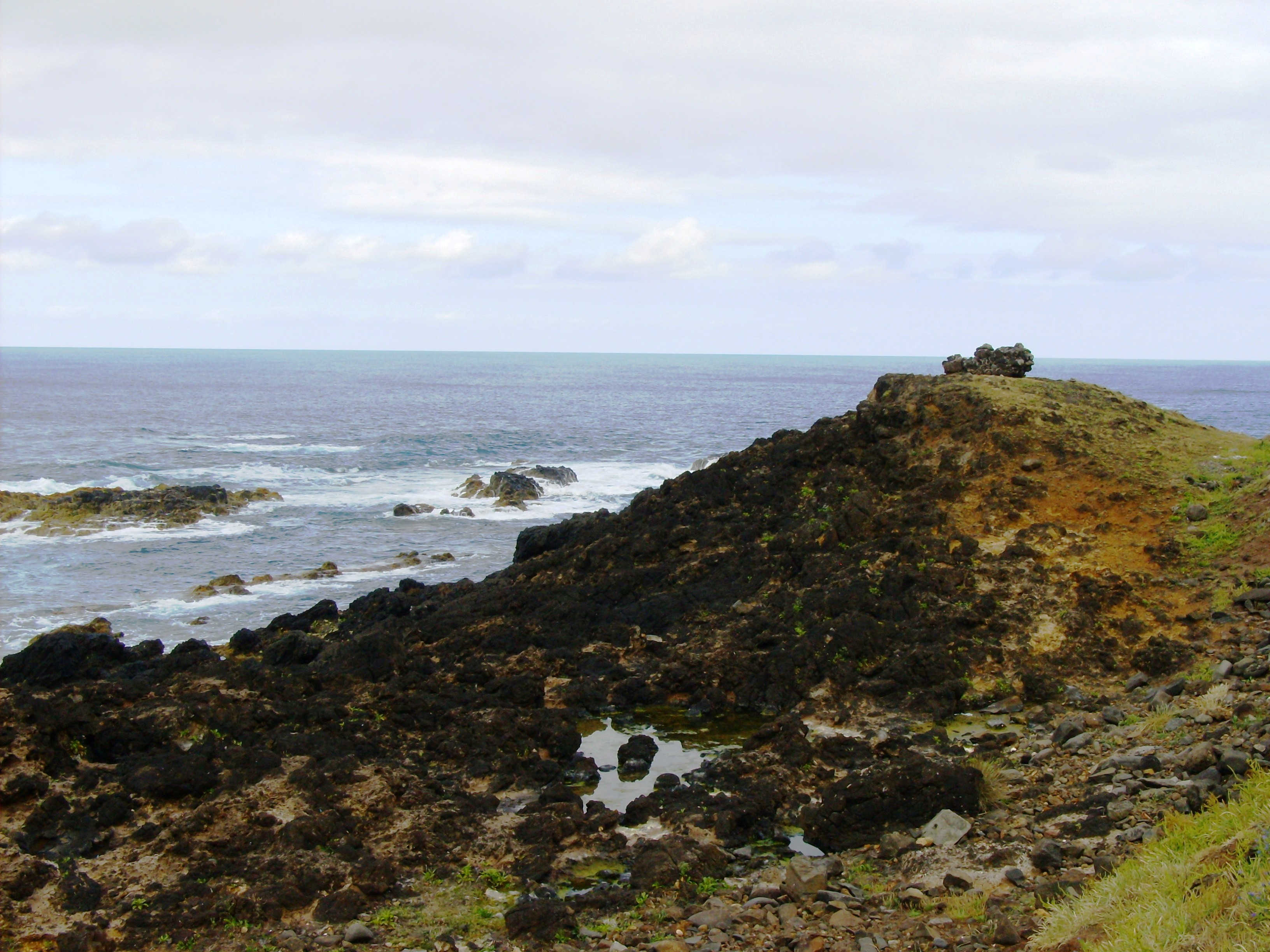
Forte da Maia (ruínas).

O Forte da Maia localizava-se na baía do Aveiro, no lugar da Maia, na freguesia do Santo Espírito, concelho da Vila do Porto, na ilha de Santa Maria, nos Açores.
Em posição dominante sobre este trecho da costa, constituiu-se em uma bateria destinada à defesa deste ancoradouro contra os ataques de piratas e corsários, outrora frequentes nesta região do oceano Atlântico. Possivelmente cooperava com outra bateria na vizinha ponta do Castelete, referida como "Castelinho" e que se acredita remontar à época das invasões de piratas da Barbária no século XVII.

## História
O lugar da Maia possuiu, em tempos idos, dois pequenos portos piscatórios: o da baía e o de Domingos de Moura.
No contexto da Guerra da Sucessão Espanhola (1702-1714) pode estar referido como "O Forte de Nossa Senhora dos Prazeres, (...)." na relação "Fortificações nos Açores existentes em 1710", uma vez que próximo ao local se ergue, desde 1685 uma ermida sob a mesma invocação (Ermida de Nossa Senhora dos Prazeres).
FIGUEIREDO (1960) assim refere o local e a sua fortificação em 1815: "(...) Há também um castelo com duas peças [de artilharia] e duas vigias e uma ponta metida no mar chamada do Castelo, dista da Villa quatro legoas." E complementa: "- Dito [forte] sito na Fajã da Maia com duas peças corrutas e tem vigia."
A "Relação" do marechal de campo Barão de Bastos em 1862 informa que se encontra arruinado.
Atualmente desaparecido, de acordo com antigos moradores acredita-se que um fragmento de muro ainda de pé, seja o seu último remanescente.

## Galeria

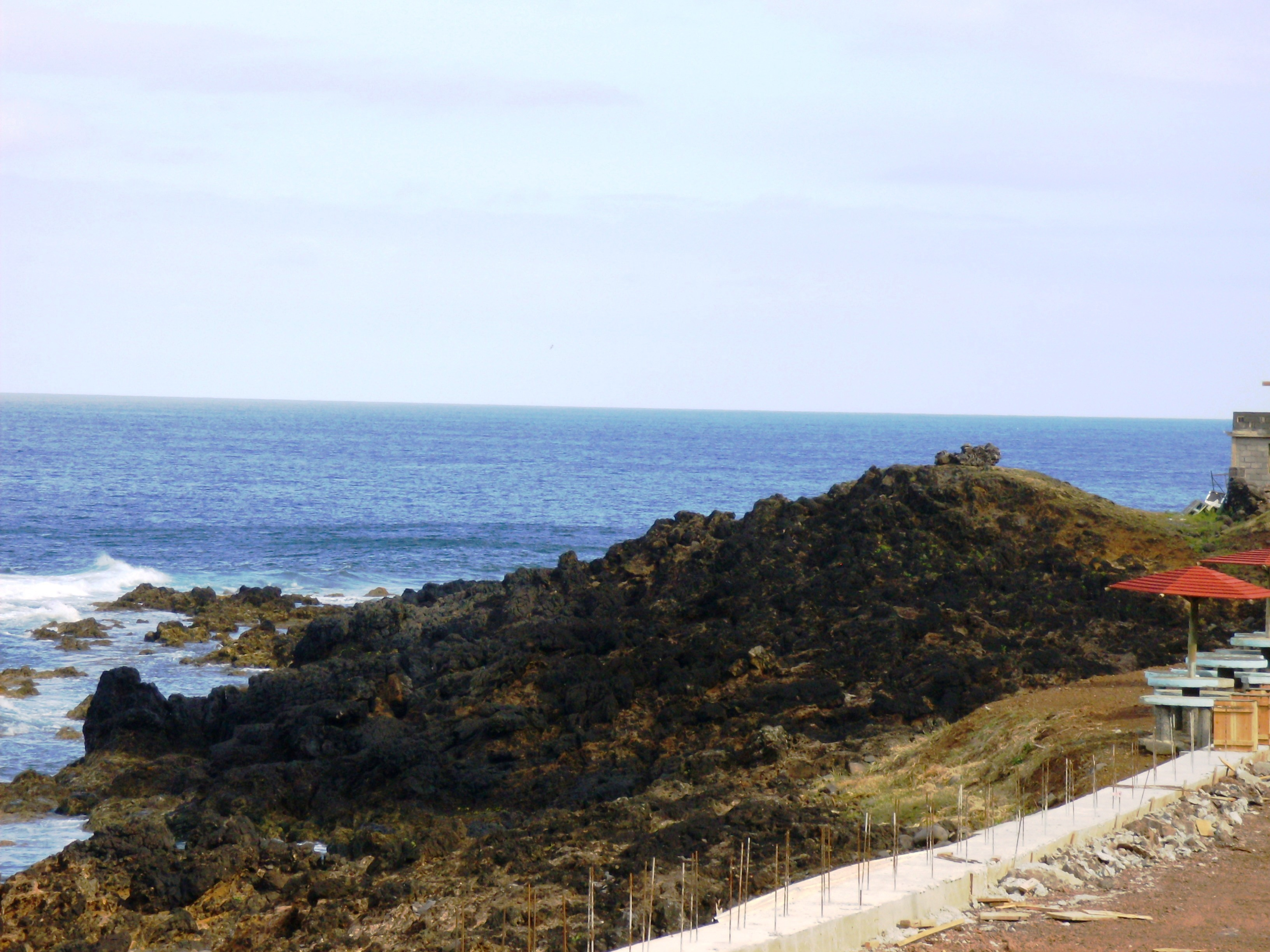
Panorâmica
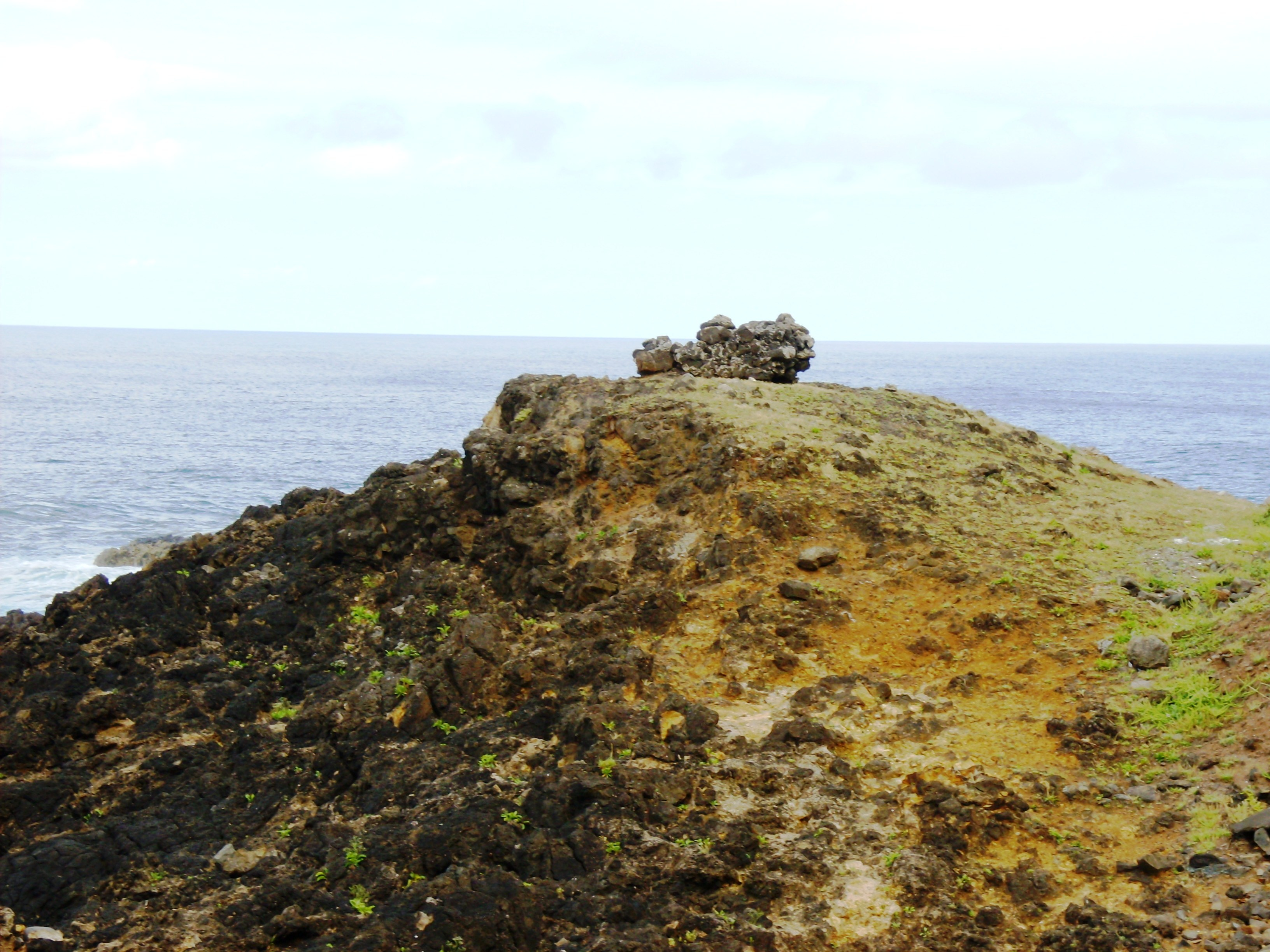
Panorâmica
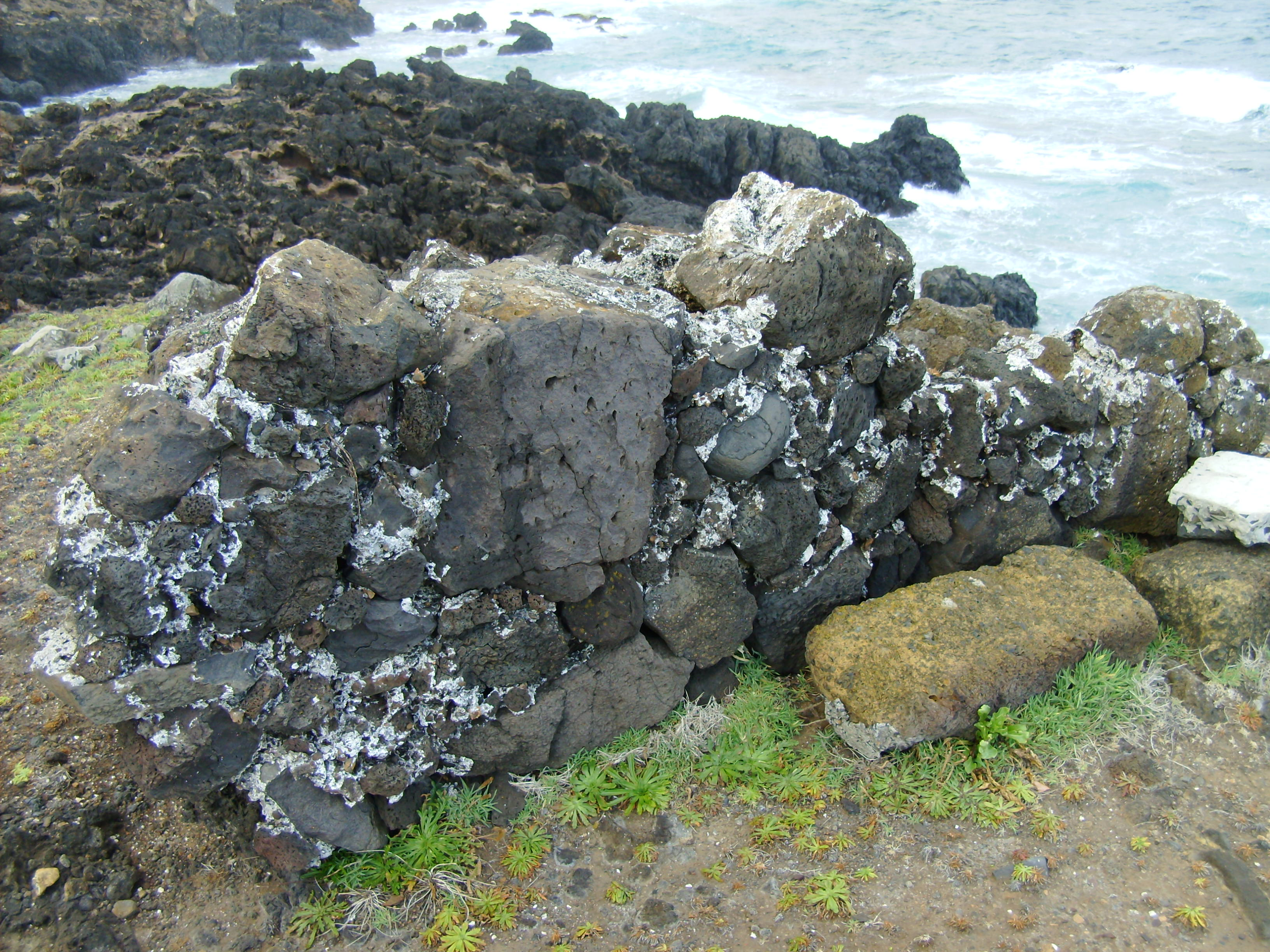
Fragmento de muro
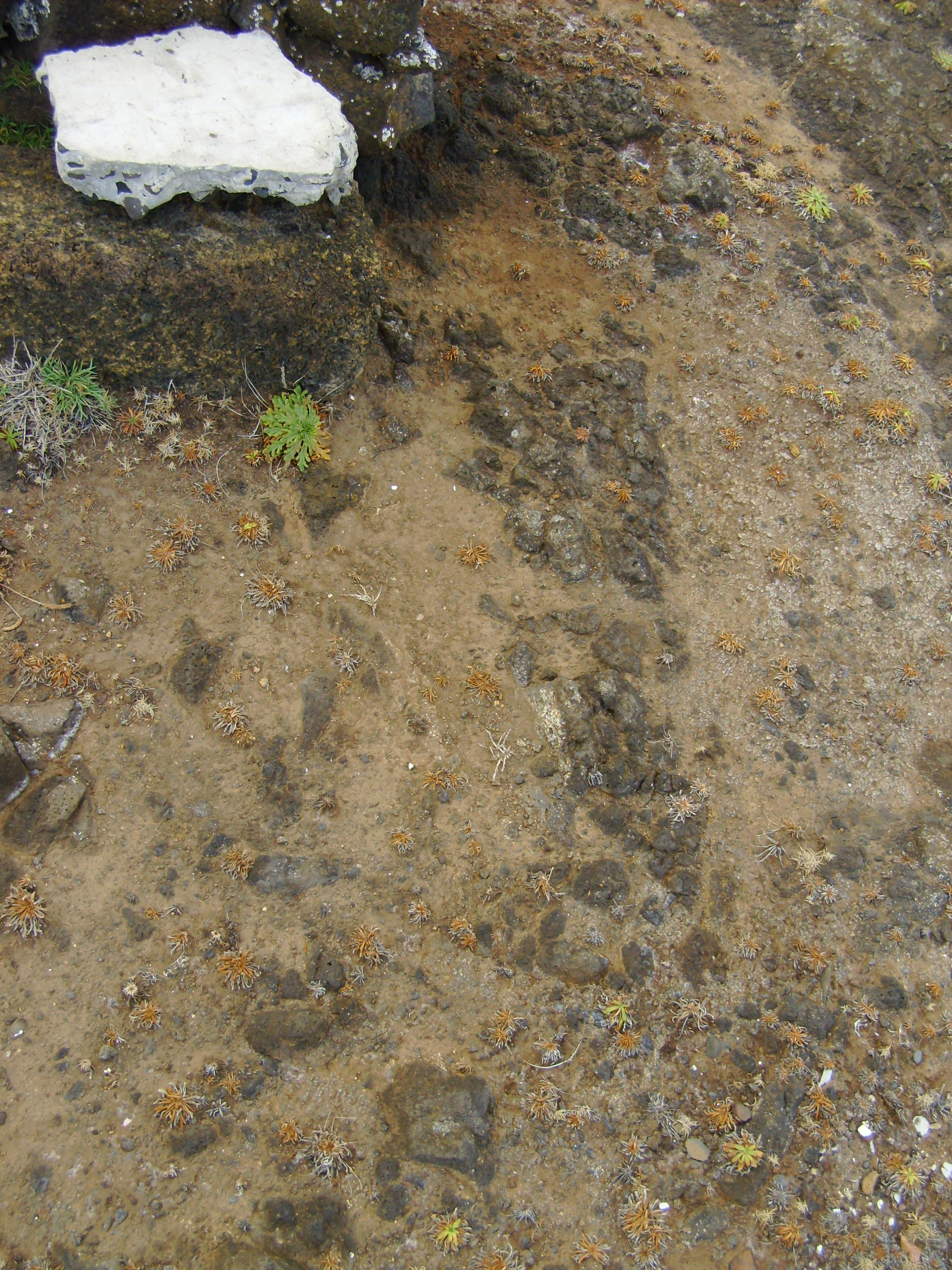
Detalhe do alicerce